# Championnats d'Océanie de VTT 2019
Navigation
Édition précédente Édition suivante
Les Championnats d'Océanie de VTT 2019 ont lieu du 8 au 10 avril 2019, à Bright en Australie.

## Résultats

### Cross-country
| Épreuves       | Or                | Argent             | Bronze         |
| -------------- | ----------------- | ------------------ | -------------- |
| Hommes élites  | Anton Cooper      | Ben Oliver         | Cameron Ivory  |
| Hommes espoirs | Matthew Dinham    | Cameron Wright     | Sam Fox        |
| Hommes juniors | Corey Smith       | Liam Johnston      | Piper Albrecht |
| Femmes élites  | Rebecca McConnell | Holly Harris       | Josie Wilcox   |
| Femmes espoirs | Sarah Tucknott    | Jessica Manchester | non attribuée  |
| Femmes juniors | Zoe Cuthbert      | Samara Maxwell     | Ruby Ryan      |

### Descente
| Épreuves | Or           | Argent        | Bronze              |
| -------- | ------------ | ------------- | ------------------- |
| Hommes   | Jackson Frew | Connor Fearon | Benjamin Zwar Kvist |
| Femmes   | Sian A'Hern  | Tegan Molloy  | Cassie Voysey       |

## Tableau des médailles
| Rang  | Nation           | Or | Argent | Bronze | Total |
| ----- | ---------------- | -- | ------ | ------ | ----- |
| 1     | Australie        | 7  | 5      | 5      | 19    |
| 3     | Nouvelle-Zélande | 1  | 3      | 2      | 6     |
| Total | Total            | 8  | 8      | 7      | 23    |